# زندان بوکاردو

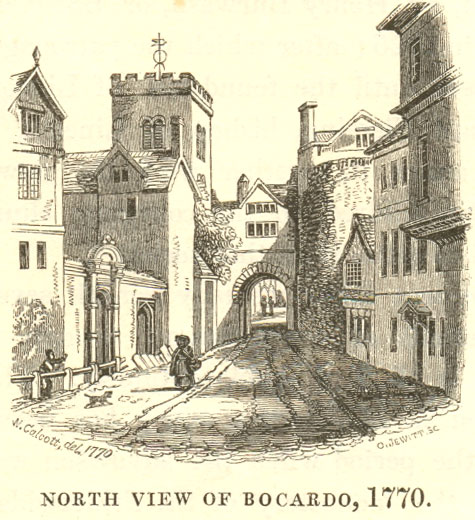
حکاکی قسمتی از زندان بوکاردو توسط ان.کالکات در سال ۱۷۷۰، بر فراز نورث گیت قدیمی آکسفورد.

زندان بوکاردو در آکسفورد انگلستان تا سال ۱۷۷۱ وجود داشت. منشا آن قرون وسطایی بود و معروف ترین زندانی ها آن شهدای پروتستان آکسفورد ( توماس کرانمر ، هیو لاتیمر و نیکلاس ریدلی ) در سال ۱۵۵۵ بودند  زندانی های دیگر مثل تعدادی کویکر بودند، همانند الیزابت فلچر، یکی از نخستین واعظان دوست هایی که به آکسفورد آمد. 
در حومه کلیسای سنت مایکل در دروازه شمالی واقع شده بود . این زندان در واقع شامل اتاق‌هایی در یک برج دیده‌بانی در دروازه شمالی آکسفورد بود، این برج به رابرت دیولی ، نورمن قرن ۱۱ نسبت داده می‌شد،  گرچه اینگونه می گویند که در حقیقت یک ساخت ساکسون از قرن ۱۱ می باشد. ۱۰۰۰–۵۰;  خود دروازه نیز دروازه بوکاردو نام برده می شد.  اتاق ها بالای دروازه بود و جعبه ای در کلیسا برای کمک های نیکوکاری به زندانی ها وجود داشت. 

## تاریخ

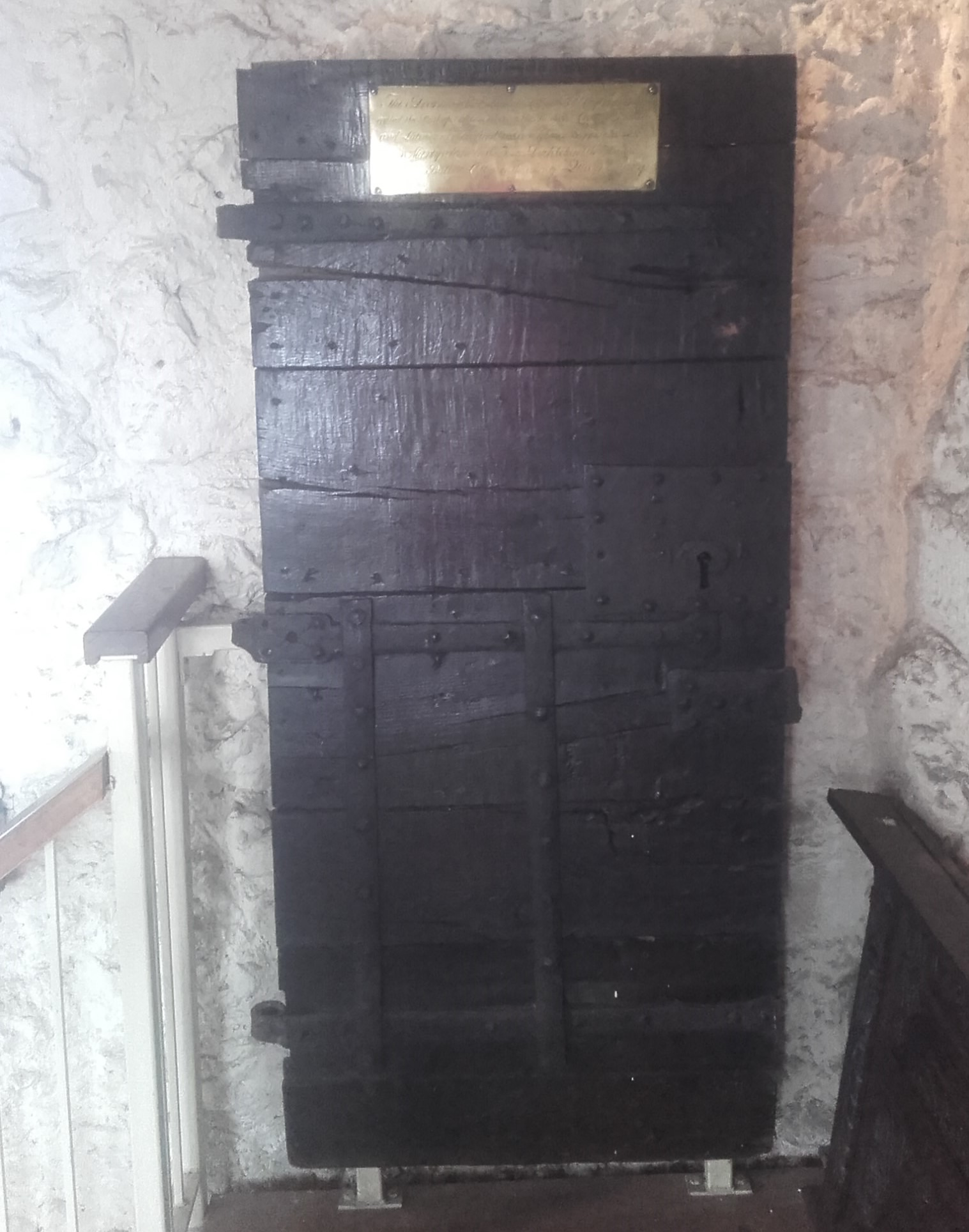
درب سلولی از زندان بوکاردو که توماس کرانمر پیش از اعدامش در سال ۱۵۵۶در آن محافظت می شد. یکی از شهدای آکسفورد حال در برج ناقوس ساکسون سنت مایکل در کلیسای دروازه شمالی ، آکسفورد، که در روبروی محل زندان واقع شده قرار دارد، محافظت می شود.

جان پودرهام ، که در هنگام سلطنت ادوارد دوم انگلستان ادعا می نمود که پادشاه واقعی می باشد، پیش از به دار آویختن در ان محل در سال ۱۳۱۸ یا کمی قبل از آن زندانی شد.  این زندان در سال ۱۷۷۱ برای یک طرح ساخت جاده، به دنبال قانون پارلمان در سال ۱۷۷۰، و به نام جزعی از پیشرفت مجدد شهر در آکسفورد زیرمدیریت جان گوین تخریب گردید. 

## نام

نمودار ون نمایش مدوس بوکاردو

بوکاردو همچنین نوشته هایی برای یک قیاس سنتی در منطق مکتبی می باشد. یک مثال:
برخی از گربه ها فاقد دم هستند.

     کل گربه ها پستاندار هستند.

     بعضی از پستانداران فاقد دم هستند.
ریشه‌شناسی عوام وار برای این اسم وجود دارد: از آنجا که بوکاردو جزعی از سخت‌ترین شکل های قیاس معتبر برای دانش‌آموزان می باشد، گفته می‌شود که اسم زندانی می باشدکه فرار از آن سخت بود. یکی از اتاق های زندان نیوگیت نیز بوکاردو نام داشت.  مقاله ای که در سال ۱۸۳۵ به انجمن شجره شناسی و هرالدیک دانشگاه آکسفورد تحویل داده شد نشان می دهد که این اسم"برگرفته از آنگلوساکسون ، بوکورد ، کتابخانه یا آرشیو" می باشد. همچنین می گوید که «احتمال دارد» که «زندان دانشگاهی اسم وی را به منطق وام داده است». 